# Swiss Volley
Swiss Volley (SV) ist der Dachverband des Volleyballsports in der Schweiz. Er wurde am 22. Februar 1958 als Schweizerischer Volleyballverband (SVBV) in Freiburg im Üechtland gegründet.
Zu den Aufgaben gehören die Betreuung der Schweizer Nationalmannschaften der Frauen und Männer. Swiss Volley ist Mitglied des Internationalen Volleyball-Verbandes (FIVB) und des Europäischen Volleyball-Verbandes (CEV).

## Geschichte
Der Schweizerischer Volleyballverband (SVBV) wurde 2002 nach mehreren finanziellen Krisen nach tabula rasa komplett umstrukturiert. Dabei wurde auch der heutige Name Swiss Volley (SV) angenommen, um die Neuausrichtung nach aussen zu verdeutlichen. Im Zuge der Neuausrichtung wurde der Verbandssitz von Stans (NW) nach Bern verlegt.
Bisherige Präsidenten
| Jahr      | Name            |
| --------- | --------------- |
| 1992–1995 | Hugo Fruithof   |
| 2002–2015 | Christoph Stern |
| seit 2015 | Nora Willi      |

## Volleyball
Swiss Volley organisiert die drei höchsten Spielklassen in der Schweizer Volleyball-Meisterschaft  (Nationalliga A, Nationalliga B und 1. Liga) sowie den Schweizer Cup und den Supercup. In der NLA werden die Schweizer Volleyball-Meister ermittelt. Hinzu kommt der Indoor Sports Supercup.
Die 15 Regionalverbände organisieren Amateurligen.
- Region Aargau (SVRA)
- Region Basel (SVRBA)
- Region Bern (SVRBE)
- Region Freiburg (SVRF)
- Region Genf (SVRG)
- Region GSGL (SVGSGL)
- Region Innerschweiz (SVRI)
- Region Jura-Seeland (SVRJS)
- Region Neuenburg (SVRN)
- Region Nord-Ostschweiz (SVRNO)
- Region Solothurn (SVRS)
- Region Waadt (SVRV)
- Region Wallis (SVRW)
- Region Zürich (SVRZ)
- Regione Ticino e Moesa (SVRTM)

## Beachvolleyball
Swiss Volley veranstaltet im Beachvolleyball die Emmi Caffè Latte Beachtour als Turnierserie. Am Ende steht jeweils die Schweizer Beachvolleyball-Meisterschaft.